# Tyrolean Airways
Tyrolean Airways fue el nombre de los servicios regionales de Austrian Airlines, operados por Tyrolean Airways, una aerolínea con base en Innsbruck, Austria. Era miembro de Austrian Airlines Group y la Star Alliance. Su base principal era el Aeropuerto de Innsbruck, con un centro de conexión en el Aeropuerto de Viena.

## Historia

### Fundación y primeros años
En 1978, Gernot Langes-Swarovski y Christian Schwemberger-Swarovski compraron Aircraft Innsbruck, dirigido por la esquiadora Anneliese Schuh-Proxauf y su marido Max Schuh, y en 1979 lo rebautizaron como Tyrolean Airways. El 1 de abril de 1980 comenzaron los primeros vuelos regulares con un De Havilland Canada Dash 7 de 50 asientos desde Innsbruck a Viena y Zúrich. En 1981, Austrian Airlines se unió al sistema de reservas, lo que permitió por primera vez reservar vuelos desde todo el mundo.
El primer De Havilland Canada Dash 8-100 de 37 asientos se lanzó el 3 de mayo de 1985. En 1988, Tyrolean se convirtió en una sociedad anónima, de la que Gernot Langes-Swarovski aún poseía el 92%. Entre 1987 y 1993, Tyrolean amplió su oferta de vuelos a todos los estados federados de Austria.
Desde mediados de los años 1980 hasta finales de los años 1990, Tyrolean voló un cuatrimotor Dash 7 en servicio programado al Altipuerto de Courchevel, uno de los aeródromos más exigentes y peligrosos del mundo.

### La década de 1990
En 1994, Austrian Airlines adquirió una participación del 42,85% en Tyrolean y renunció a su propia filial regional Austrian Air Service (AAS), que se integró en Tyrolean mediante una transferencia de operaciones. Las acciones restantes estaban en manos de Gernot Langes-Swarovski AG (42,85%) y Leipnik-Lundenburger Industrie AG (14,3%). Las estaciones estatales federales de Austria también fueron entregadas gradualmente al Tirol. El primer avión a reacción entró en la flota con el Fokker 70 el 13 de junio de 1995, seguido en 1996 por el Bombardier CRJ. En 1998, Tyrolean tenía una flota de 31 aviones.
En marzo de 1998, Austrian Airlines poseía el 100% del capital social de Tyrolean Airways. Esto significó que Tyrolean Airways fue absorbida por completo y se convirtió en una filial de Austrian Airlines. Siguió un período de intenso crecimiento: la flota se amplió rápidamente y casi se duplicó en total.

### Desarrollo desde 2000
Los primeros De Havilland Canada Dash 8-400 se pusieron en funcionamiento en el año 2000. Fritz Feitl dejó la empresa como miembro del consejo de administración y el 1 de enero de 2001 cedió la dirección a Josef Burger y Johann Messner. Cinco meses más tarde, dentro del concepto de empresa matriz, Tyrolean Airways se transformó en una GmbH. Josef Burger pasó a formar parte de la junta directiva de Austrian Airlines como director comercial y dejó este puesto en 2007.
El concepto de empresa matriz fue nuevamente descartado en 2002 y reemplazado por el concepto de empresa productora. Esto significa que la aerolínea sólo realizó vuelos autónomos en nombre del grupo Austrian Airlines. En las operaciones de vuelo, la planificación y gestión del personal, la selección y la formación se llevaron a cabo de forma independiente, los criterios no coincidían completamente con los de la empresa matriz. La mayoría absoluta de todas las demás funciones, especialmente las funciones corporativas comerciales como marketing, ventas, planificación de redes, compra de aviones, compra de queroseno y muchas más, fueron asumidas por la sede corporativa en Viena. En el verano de 2002, en el marco de una nueva estrategia de marca, la junta directiva del grupo Austrian Airlines decidió acercar la compañía aérea Tyrolean al grupo y no comercializar en el futuro vuelos bajo la marca Tyrolean. A partir de ese momento se acercaron más a la marca matriz, renombrándose como Austrian Arrows. Sin embargo, se mantuvo la denominación jurídicamente relevante Tyrolean Airways Tiroler Flugzeug GmbH. El 1 de octubre de 2002, Rheintalflug se integró en Tyrolean Airways.
En los años siguientes, Austrian Arrows se benefició desproporcionadamente de la fuerte expansión del grupo Austrian Airlines en el segmento de vuelos regionales. Las salidas de la flota de Austrian Airlines no se compensaron con las operaciones de vuelo de Austria, sino, por ejemplo, añadiendo el Fokker 100 a Tyrolean. La flota de Austrian Arrows alcanzó un máximo de 59 aviones en 2008.
En abril de 2006, Tirolean Airways empleaba aproximadamente a 1.600 personas. El 30 de junio de 2006 se jubiló el entonces director general Johann Messner. Su sucesor fue Manfred Helldoppler. Los últimos tres Fokker 70 de Austrian Airlines fueron trasladados a Tyrolean Airways en abril de 2007. A mediados de 2007, Tyrolean Airways recibió su propio sitio web.

### Transferencias de empresas y sus consecuencias
El 30 de abril de 2012 se anunció que Tyrolean Airways se haría cargo de todas las operaciones de vuelo de Austrian Airlines Group el 1 de julio de 2012.  Ese día toda la flota de aviones y el personal de Austrian Airlines (unos 460 pilotos y 1.500 asistentes de vuelo) pasaron de pertenecer a Austrian Arrows para integrarse dentro de Austrian Airlines.
Además, todos los vuelos de Austrian Airlines se marcaron entonces como "operados por Tyrolean", pero continuaron operando con los números de vuelo de OS. Como se anunció el 8 de octubre de 2014, tras acordar un nuevo convenio colectivo, a partir del 1 de abril de 2015 todas las operaciones de vuelo (flota de aviones y personal) fueron transferidas nuevamente a Austrian Airlines, desapareciendo por completo la indicación "operado por Tyrolean". El trasfondo fueron protestas masivas y quejas de la fuerza laboral contra el traslado de operaciones.
El 5 de diciembre de 2014 se anunció que con la renovada transferencia de operaciones el 1 de abril de 2015, las compañías Tyrolean Airways y Austrian Airlines también se fusionarían bajo la marca Austrian Airlines. 

## Flota histórica
La flota de Tyrolean Airways/Austrian Arrows incluyó las siguientes aeronaves:
| Aeronaves                  | Total | Introducido | Retirado | Matrículas |
| -------------------------- | ----- | ----------- | -------- | --- |
| Airbus A319                | 7     | 2012        | 2015     | OE-LDA, OE-LDB, OE-LDC, OE-LDD, OE-LDE, OE-LDF y OE-LDG |
| Airbus A320-200            | 16    | 2012        | 2015     | OE-LBN, OE-LBO, OE-LBP, OE-LBQ, OE-LBR, OE-LBS, OE-LBV, OE-LBT, OE-LBU, OE-LBM, OE-LBJ, OE-LBW, OE-LBX, OE-LBK, OE-LBI y OE-LBL |
| Airbus A321-100            | 3     | 2012        | 2015     | OE-LBA, OE-LBB y OE-LBC |
| Airbus A321-200            | 3     | 2012        | 2015     | OE-LBD, OE-LBE y OE-LBF |
| Boeing 737-800             | 5     | 2012        | 2013     | OE-LNP, OE-LNQ, OE-LNR, OE-LNS y OE-LNT |
| Boeing 767-300ER           | 6     | 2012        | 2015     | OE-LAT, OE-LAW, OE-LAX, OE-LAY, OE-LAZ y OE-LAE |
| Boeing 777-200ER           | 4     | 2012        | 2015     | OE-LPE, OE-LPA, OE-LPC y OE-LPD |
| Bombardier CRJ-100         | 5     | 1996        | 2007     | OE-LRE, OE-LRF, OE-LRG, OE-LRH y OE-LRQ |
| Bombardier CRJ-200         | 14    | 1996        | 2010     | C-GBBY, OE-LCF, OE-LCG, OE-LCH, OE-LCI, OE-LCK, OE-LCM, OE-LCN, OE-LCO, OE-LCP, OE-LCQ, OE-LCL, OE-LCJ y OE-LCR |
| British Aerospace 146      | 3     | 2004        | 2004     | D-AWUE, D-AMGL y D-AWBA |
| Cessna 500 Citation I      | 1     | ??          | 2002     | OE-FAU |
| Cessna 550 Citation II     | 2     | 1979        | 1991     | OE-GAU y OE-GLS |
| De Havilland Canada Dash 7 | 4     | 1985        | 1999     | OE-LLS, OE-LLT, OE-LLU y YU-AIF |
| De Havilland Canada Dash 8 | 56    | 1987        | 2015     | OE-LEA, OE-LLE, OE-LLF, OE-LLG, OE-LLH, OE-LLI, OE-LLJ, OE-LLK, OE-LLL, OE-LLM, OE-LLN, OE-LLO, OE-LLP, OE-LLR, OE-LEC, OE-LLV, OE-LLW, OE-LLX, OE-LLY, OE-LLZ, OE-LTA, OE-LTB, OE-LTC, OE-LTD, OE-LTE, OE-LTF, OE-LTG, OE-LTH, OE-LTI, OE-LTJ, OE-LTK, OE-LTL, OE-LTM, OE-LTN, OE-LTO, OE-LTP, OE-LGA, OE-LGB, OE-LGC, OE-LGD, OE-LGE, OE-LGF, OE-LGG, OE-LGH, OE-LGI, OE-LGJ, OE-LGK, OE-LGL, OE-LGM, OE-LGN, OE-LGO, OE-LGP, OE-LGQ y OE-LGR |
| Embraer ERJ-145            | 3     | 2002        | 2003     | OE-LSM, OE-LSP y OE-LSR |
| Fokker 50                  | 8     | 1994        | 1996     | OE-LFA, OE-LFB, OE-LFC, OE-LFD, OE-LFE, OE-LFF, OE-LFW y OE-LFX |
| Fokker 70                  | 9     | 1995        | 2015     | OE-LFG, OE-LFH, OE-LFK, OE-LFL, OE-LFJ, OE-LFI, OE-LFP, OE-LFQ y OE-LFR |
| Fokker 100                 | 16    | 1995        | 2015     | SE-DUG, OE-LVJ, OE-LVM, OE-LVN, OE-LVK, OE-LVL, OE-LVC, OE-LVH, OE-LVO, OE-LVI, OE-LVF, OE-LVA, OE-LVE, OE-LVB, OE-LVD y OE-LVG |